# يو إف سي 257
يو إف سي 257: بورييه ضد ماكغريغور 2 (بالإنجليزية: UFC 257: Poirier vs. McGregor 2)‏ كان حدثًا لفنون القتال المختلطة نظمته بطولة القتال النهائي، وأُقيم في 24 يناير 2021 في اتحاد أرينا جزيرة ياس، أبوظبي، الإمارات العربية المتحدة. 

## الجوائز الإضافية
- أداء الليل: داستن بورييه ، مايكل تشاندلر ، محمود مرادوف ، مارينا رودريغيز.[4]